# Plaid (Band)
Plaid ist ein britisches Electronica-Musikduo, das aus Andy Turner und Ed Handley besteht. Beide waren auch Mitglieder des Projektes The Black Dog und veröffentlichten in diversen Solo-Projekten wie Aypic (Andy Turner) oder Balil (Ed Handley).

## Geschichte
Die Band-Mitglieder Andy Turner und Ed Handley veröffentlichten bereits seit 1989 zusammen mit Ken Downie als Projekt Black Dog Productions elektronische Musik. Ihre erste, noch unter dem Alias Black Dog Productions veröffentlichte LP Bytes wurde 1993 auf dem Label Warp Records veröffentlicht. Andy Turner und Ed Handley wurden durch frühe Hip-Hop-Musik nachhaltig beeinflusst, welche sie mit Dance-Musik verbanden. Die beiden Musiker trennten sich 1995 von Downie. Daraufhin nahmen sie auf dem Label Clear eine EP auf, bevor sie endgültig bei Warp Records unter Vertrag standen. Nebenbei nahmen sie zusammen mit Mark Broom unter dem Pseudonym Repeat zwei Lieder auf, die auf seiner EP south of market zu hören sind. Ihre beiden ersten LPs Not For Threes und Rest Proof Clockwork wurden in Amerika auf dem Label Nothing Records veröffentlicht. Der eigentliche Durchbruch begann mit der Compilation Trainer, welche einen Rückblick auf ihre musikalischen Werke aus der Zeit vor Black Dog Productions beinhaltet. Zu dieser Zeit (2000) war Warp Records im Begriff, allmählich in den USA Fuß zu fassen, sehr zum Vorteil für Plaid. 
Plaid arbeiteten zusammen mit dem Videokünstler Bob Jaroc an ihrem Projekt Greedy Baby, dessen Uraufführung im Londoner South Bank Centre stattfand und das später im Londoner IMAX-Kino in Waterloo aufgeführt wurde.

## Diskografie

### Alben
- 1991: Mbuki Mvuki (Black Dog Productions)
- 1997: Not for Threes (Warp Records)
- 1999: Rest Proof Clockwork (Warp Records)
- 2000: Trainer (Compilation-Album; Warp Records)
- 2001: Double Figure (Warp Records)
- 2003: Parts in the Post (Remix-Album; Peacefrog Records)
- 2003: Spokes (Warp Records)
- 2006: Greedy Baby (CD/DVD Projekt mit Bob Jaroc; Warp Records)
- 2007: Tekkonkinkreet (Soundtrack-Album; Aniplex)
- 2008: Heaven’s Door (Soundtrack-Album; Beat Records)
- 2011: Scintilli (Warp Records)
- 2011: Induction (Compilation-Album; Warp Records)
- 2012: The Carp and the Seagull (Soundtrack-Album; Warp Records)
- 2014: Reachy Prints (Warp Records)
- 2016: The Digging Remedy (Warp Records)
- 2019: Polymer (Warp Records)
- 2021: Stem Sell (Remix-Album; Touched – Music For Macmillan Cancer Support)
- 2022: Feorm Falorx (Warp Records)

### Singles und EPs
- 1992: Scoobs in Columbia (General Production Recordings)
- 1995: Android (Clear)
- 1997: Undoneson (Warp Records)
- 1999: Rest Proof Clockwork (Warp Records)
- 1999: Peel Session (Warp Records)
- 2000: Booc (Warp Records)
- 2001: Squance / Zala / Twin Home (Warp Records)
- 2002: P-Brane (Warp Records)
- 2016: On Other Hands (Warp Records)
- 2017: Bet Nat (Warp Records)
- 2019: Peel Session 2 TX 08/05/99 (Warp Records)
- 2019: Maru (Warp Records)
- 2019: Los (Warp Records)
- 2019: Dancers (Warp Records)
- 2024: Bittersweet (Palette Recordings/John Tejada & Plaid)